# Ralph Nykvist
Ralph Georg Nykvist, född 16 december 1944 i Landskrona, död 4 mars 2025 i Malmö, var en svensk fotograf. Han började 1960 arbeta som reprofotograf och 1968 som pressfotograf. Sedan 1979 var han frilansfotograf och bland annat arbetat för tidskriften ETC.  Ralph Nykvist fick en minnessten på Landskrona Walk of Fame år 2023.  

## Böcker (urval)
- 1976 – I Sverige. Fyra förläggare. ISBN 91-85246-13-1
- 1991 – Karnevalen i Venedig (med Anders Petersen). ETC. ISBN 91-7936-046-7
- 1992 – Från Skåne. Malmö konsthall. ISBN 91 7704 051 1